# Colchicum
Colchicum là một chi thực vật có hoa trong họ Colchicaceae.

## Danh sách loài
- Colchicum alpinum
- Colchicum androcymbioides
- Colchicum antepense
- Colchicum antilibanoticum
- Colchicum arenarium
- Colchicum arenasii
- Colchicum asteranthum
- Colchicum atticum
- Colchicum autumnale
- Colchicum balansae
- Colchicum baytopiorum
- Colchicum bivonae
- Colchicum boissieri
- Colchicum bulbocodium
- Colchicum burttii
- Colchicum chalcedonicum
- Colchicum chimonanthum
- Colchicum chlorobasis
- Colchicum cilicicum
- Colchicum confusum
- Colchicum corsicum
- Colchicum cretense
- Colchicum crocifolium
- Colchicum cupanii
- Colchicum davisii
- Colchicum decaisnei
- Colchicum doerfleri
- Colchicum dolichantherum
- Colchicum eichleri
- Colchicum euboeum
- Colchicum fasciculare
- Colchicum feinbruniae
- Colchicum figlalii
- Colchicum filifolium
- Colchicum freynii
- Colchicum gonarei
- Colchicum gracile
- Colchicum graecum
- Colchicum greuteri
- Colchicum haynaldii
- Colchicum heldreichii
- Colchicum hierosolymitanum
- Colchicum hirsutum
- Colchicum hungaricum
- Colchicum ignescens
- Colchicum imperatoris-friderici
- Colchicum inundatum
- Colchicum kesselringii
- Colchicum kotschyi
- Colchicum kurdicum
- Colchicum laetum
- Colchicum lagotum
- Colchicum leptanthum
- Colchicum lingulatum
- Colchicum longifolium
- Colchicum lusitanum
- Colchicum luteum
- Colchicum macedonicum
- Colchicum macrophyllum
- Colchicum manissadjianii
- Colchicum micaceum
- Colchicum micranthum
- Colchicum minutum
- Colchicum mirzoevae
- Colchicum montanum
- Colchicum multiflorum
- Colchicum munzurense
- Colchicum nanum
- Colchicum neapolitanum
- Colchicum parlatoris
- Colchicum parnassicum
- Colchicum paschei
- Colchicum peloponnesiacum
- Colchicum persicum
- Colchicum polyphyllum
- Colchicum pulchellum
- Colchicum pusillum
- Colchicum raddeanum
- Colchicum rausii
- Colchicum ritchii
- Colchicum robustum
- Colchicum sanguicolle
- Colchicum schimperi
- Colchicum serpentinum
- Colchicum sfikasianum
- Colchicum sieheanum
- Colchicum soboliferum
- Colchicum speciosum
- Colchicum stevenii
- Colchicum szovitsii
- Colchicum trigynum
- Colchicum triphyllum
- Colchicum troodi
- Colchicum tunicatum
- Colchicum turcicum
- Colchicum tuviae
- Colchicum umbrosum
- Colchicum varians
- Colchicum variegatum
- Colchicum verlaqueae
- Colchicum wendelboi
- Colchicum woronowii
- Colchicum zahnii